# Gazprom-Arena
Die Gazprom-Arena (russisch «Газпром Арена»; auch Sankt-Petersburg-Stadion, Krestowski-Stadion, Zenit-Stadion) ist ein Fußballstadion in der russischen Millionenstadt Sankt Petersburg. Es bietet Platz für 68.134 Zuschauer. Die Spielstätte entstand auf der Krestowski ostrow (deutsch Krestowski-Insel) am Standort des alten Kirow-Stadions, das 2006 abgerissen wurde, um Platz für den Neubau zu schaffen.

## Geschichte
Ende 2004 genehmigte der Stadtrat von Sankt Petersburg einen Stadionneubau. Im August 2006 entschied sich eine Jury für den Entwurf des japanischen Architekten Kishō Kurokawa. Der Entwurf Kirokawas sah ein reines Fußballstadion für 62.167 Zuschauer vor, das über ein schließbares Dach sowie über ein ausfahrbares Spielfeld verfügen wird, ähnlich der Veltins-Arena in Gelsenkirchen. Der Baubeginn war im April 2007, die für August 2009 geplante Fertigstellung wurde aufgrund von Schwierigkeiten mit dem Baugrund und explodierenden Baukosten in Höhe von nunmehr insgesamt rund 930 Mio. Euro mehrmals nach hinten verschoben; die Einweihung fand im April 2017 statt, rechtzeitig zum FIFA-Konföderationen-Pokal 2017 und zur Fußball-Weltmeisterschaft 2018.
Nachdem die FIFA im April 2017 ihr Einverständnis gab, konnte Zenit St. Petersburg seine neue Heimspielstätte beziehen. Das erste Länderspiel im Stadion war das Eröffnungsspiel des FIFA-Konföderationen-Pokals 2017 am 17. Juni zwischen Russland und Neuseeland.
Schon im Februar 2017 fand als Test eine Mottoshow im Neubau mit einer begrenzten Zahl von 10.000 Zuschauern statt. Am 22. April 2017 wurde die Arena mit der Eröffnungspartie von Zenit gegen Ural Oblast Swerdlowsk eingeweiht. Die Heimmannschaft siegte mit 2:0. Der erste offizielle Torschütze im Stadion war der serbische Verteidiger Branislav Ivanović in der 86. Minute.  Nach und nach sollte die erlaubte Zuschauerzahl erhöht werden. Bei der Ligapartie gegen Terek Grosny am 7. Mai 2017 sollten bis zu 30.000 Besucher in das Stadion dürfen; am 17. Mai gegen FK Krasnodar  maximal 40.000 Zuschauer. Kurzfristig musste Zenit in die Stadioninfrastruktur investieren. Es wurden neue 33 Essensstände im Stadion eingerichtet und fehlende Möbel für die Spielerkabinen beschafft. Einige Hospitality-Bereiche mussten abgerissen werden, da sie nicht den Anforderungen entsprachen. Ein weiterer Kritikpunkt war die Qualität des Spielfeldrasens, der sich in einem schlechten Zustand befand. Alle Probleme sollten bis zum FIFA-Konföderationen-Pokal 2017 behoben werden.

### Spiele beim FIFA-Konföderationen-Pokal 2017
|                                                             |   |             |           |
| Sa., 17. Juni 2017 um 18:00 Uhr (17:00 Uhr MESZ) – Gruppe A |   |             |           |
| Russland                                                    | – | Neuseeland  | 2:0 (1:0) |
| Do., 22. Juni 2017 um 18:00 Uhr (17:00 Uhr MESZ) – Gruppe B |   |             |           |
| Kamerun                                                     | – | Australien  | 1:1 (1:0) |
| Sa., 24. Juni 2017 um 18:00 Uhr (17:00 Uhr MESZ) – Gruppe A |   |             |           |
| Neuseeland                                                  | – | Portugal    | 0:4 (0:2) |
| So., 2. Juli 2017 um 21:00 Uhr (20:00 Uhr MESZ) – Finale    |   |             |           |
| Chile                                                       | – | Deutschland | 0:1 (0:1) |

### Spiele bei der Fußball-Weltmeisterschaft 2018
|                                                                     |   |             |           |
| Fr., 15. Juni 2018 um 18:00 Uhr (17:00 Uhr MESZ) – Gruppe B         |   |             |           |
| Marokko                                                             | – | Iran        | 0:1 (0:0) |
| Di., 19. Juni 2018 um 21:00 Uhr (20:00 Uhr MESZ) – Gruppe A         |   |             |           |
| Russland                                                            | – | Ägypten     | 3:1 (0:0) |
| Fr., 22. Juni 2018 um 15:00 Uhr (14:00 Uhr MESZ) – Gruppe E         |   |             |           |
| Brasilien                                                           | – | Costa Rica  | 2:0 (0:0) |
| Di., 26. Juni 2018 um 21:00 Uhr (20:00 Uhr MESZ) – Gruppe D         |   |             |           |
| Nigeria                                                             | – | Argentinien | 1:2 (0:1) |
| Di., 3. Juli 2018 um 17:00 Uhr (16:00 Uhr MESZ) – Achtelfinale      |   |             |           |
| Schweden                                                            | – | Schweiz     | 1:0 (0:0) |
| Di., 10. Juli 2018 um 21:00 Uhr (20:00 Uhr MESZ) – Halbfinale       |   |             |           |
| Frankreich                                                          | – | Belgien     | 1:0 (0:0) |
| Sa., 14. Juli 2018 um 17:00 Uhr (16:00 Uhr MESZ) – Spiel um Platz 3 |   |             |           |
| Belgien                                                             | – | England     | 2:0 (1:0) |

### Spiele bei der Fußball-Europameisterschaft 2021
Das Stadion war zunächst als Austragungsort für drei Vorrundenspiele und ein Viertelfinale vorgesehen. Im April 2021 wurde Dublin als Austragungsort gestrichen und die ursprünglich für dort geplanten Vorrundenspiele ebenfalls nach St. Petersburg vergeben.
|                                                                 |   |          |                                 |
| Sa., 12. Juni 2021 um 22:00 Uhr (21:00 Uhr MESZ) – Gruppe B     |   |          |                                 |
| Belgien                                                         | – | Russland | 3:0 (2:0)                       |
| Mo., 14. Juni 2021 um 19:00 Uhr (18:00 Uhr MESZ) – Gruppe E     |   |          |                                 |
| Polen                                                           | – | Slowakei | 1:2 (0:1)                       |
| Mi., 16. Juni 2021 um 16:00 Uhr (15:00 Uhr MESZ) – Gruppe B     |   |          |                                 |
| Finnland                                                        | – | Russland | 0:1 (0:1)                       |
| Fr., 18. Juni 2021 um 16:00 Uhr (15:00 Uhr MESZ) – Gruppe E     |   |          |                                 |
| Schweden                                                        | – | Slowakei | 1:0 (0:0)                       |
| Mo., 21. Juni 2021 um 22:00 Uhr (21:00 Uhr MESZ) – Gruppe B     |   |          |                                 |
| Belgien                                                         | – | Finnland | 0:2 (0:0)                       |
| Mi., 23. Juni 2021 um 19:00 Uhr (18:00 Uhr MESZ) – Gruppe E     |   |          |                                 |
| Schweden                                                        | – | Polen    | 3:2 (1:0)                       |
| Fr., 2. Juli 2021 um 19:00 Uhr (18:00 Uhr MESZ) – Viertelfinale |   |          |                                 |
| Schweiz                                                         | – | Spanien  | 1:1 n. V. (1:1, 0:1), 1:3 i. E. |

### Endspiel der UEFA Champions League 2021/22
Am 24. September 2019 vergab die UEFA in der slowenischen Hauptstadt Ljubljana das Endspiel der UEFA Champions League 2020/21 an die russische Millionenstadt. Nach dem Finale 2008 in Moskauer Olympiastadion wäre Sankt Petersburg mit der Arena der zweite russische Austragungsort eines Endspiels der UEFA Champions League gewesen. Durch die COVID-19-Pandemie und die daraus resultierenden Verschiebungen sollte in Sankt Petersburg das Finale der UEFA Champions League 2021/22 stattfinden. Nach der Invasion Russlands in die Ukraine am 24. Februar 2022 entzog die UEFA Sankt Petersburg das Endspiel und wird an einem anderen Ort außerhalb Russlands ausgetragen. Sankt Petersburg ist die Heimatstadt des Staatspräsidenten Wladimir Putin und Hauptsitz des UEFA-Sponsors Gazprom.

## Eishockey
Im Dezember 2018 wurden zwei Eishockeyspiele in der Petersburger Fußballarena durchgeführt. Nach dem letzten Heimspiel von Zenit St. Petersburg im Jahr 2018 am 9. Dezember gegen Rubin Kasan wurde für die Partien das Fußballfeld rausgefahren und eine temporäre Eisfläche aufgebaut. Zunächst trafen am 16. Dezember die Eishockeynationalmannschaften von Russland und Finnland im Rahmen des Channel One Cup 2018 aufeinander. Am 22. Dezember wurde eine Begegnung der KHL zwischen dem SKA Sankt Petersburg und dem HK ZSKA Moskau ausgetragen. Durch die zwei Spiele sollte die Veranstaltung mit jeweils bis zu 70.000 Zuschauern finanziell tragbar werden. Zu den fünf bisherigen Ligaheimspielen von Zenit St. Petersburg in der Saison 2018/19 kamen im Schnitt 51.357 Zuschauer.

## Kritik
Kritisiert werden die hohen Baukosten von 800 Mio. Euro. Das Dach soll 2017 immer noch undicht gewesen sein. Des Weiteren soll es zu Korruption gekommen sein. Außerdem wurde der Verdacht geäußert, dass „Sklavenarbeiter“ aus Nordkorea auf der Baustelle eingesetzt wurden.

## Stadionname
Im Juli 2009 rief das Sportkomitee von St. Petersburg die Bürger dazu auf, Vorschläge für den Namen des neuen Stadions zu machen. Nach Angaben der Internetzeitung Petersburg.ru fiel die Wahl auf Gazprom-Arena. Für die Gazprom-Arena spricht sich auch der bekannte Petersburger Sportjournalist Gennadi Orlow aus. Gegenüber der Zeitung Kommersant sagte er, der Name sei nur allzu logisch: „Der Name kann eine Art Garantie dafür sein, dass Gazprom weiter Zenit unterstützen und in den russischen Fußball investieren wird.“
Zwischen 2017 und Dezember 2018 hieß das Stadion offiziell Sankt-Petersburg-Stadion, bei Ligaspielen des Zenit St. Petersburg wurde es auch als Zenit-Stadion vermarktet. Seit Dezember 2018 heißt es offiziell Gazprom-Arena.

## Galerie

Baufortschritte des Stadions
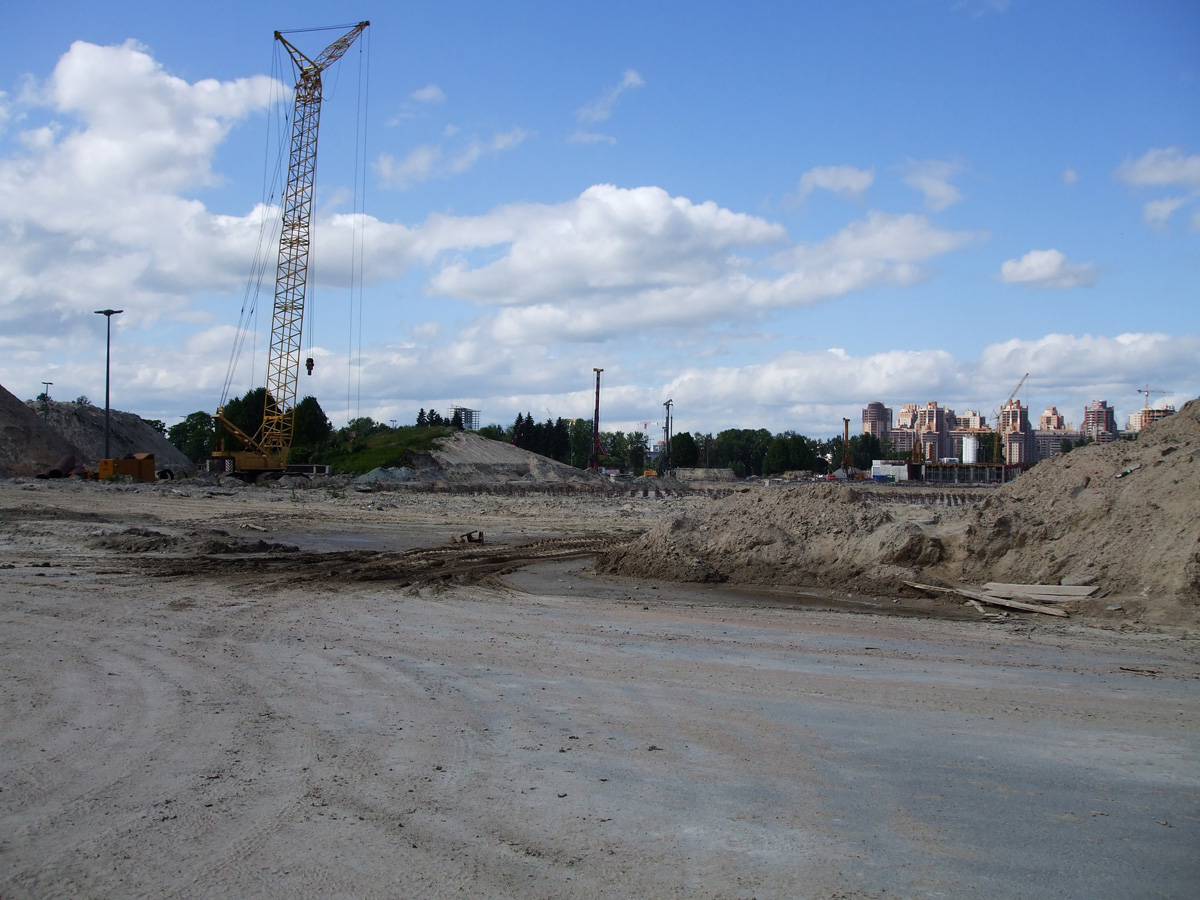
Juli 2008
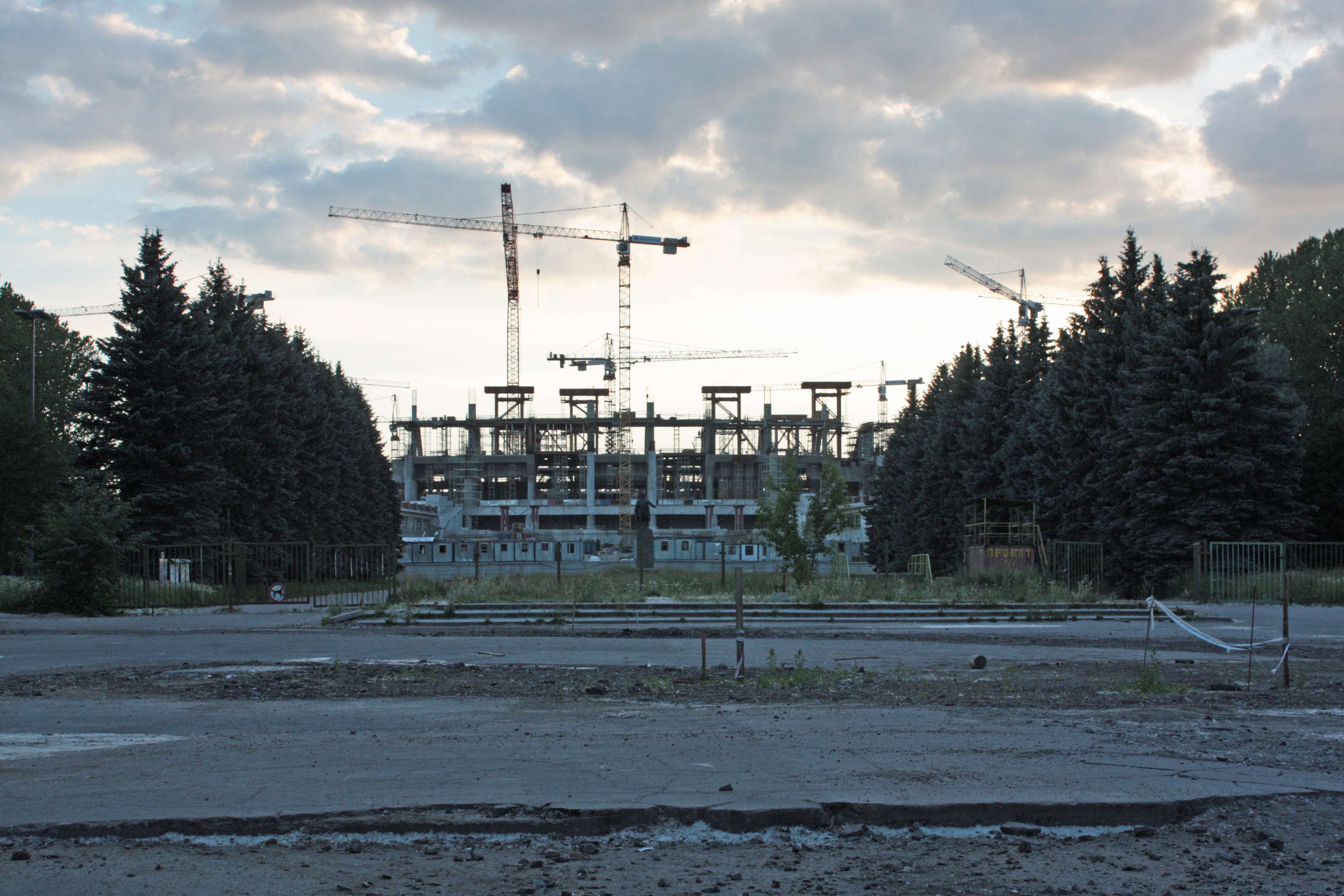
Juli 2011
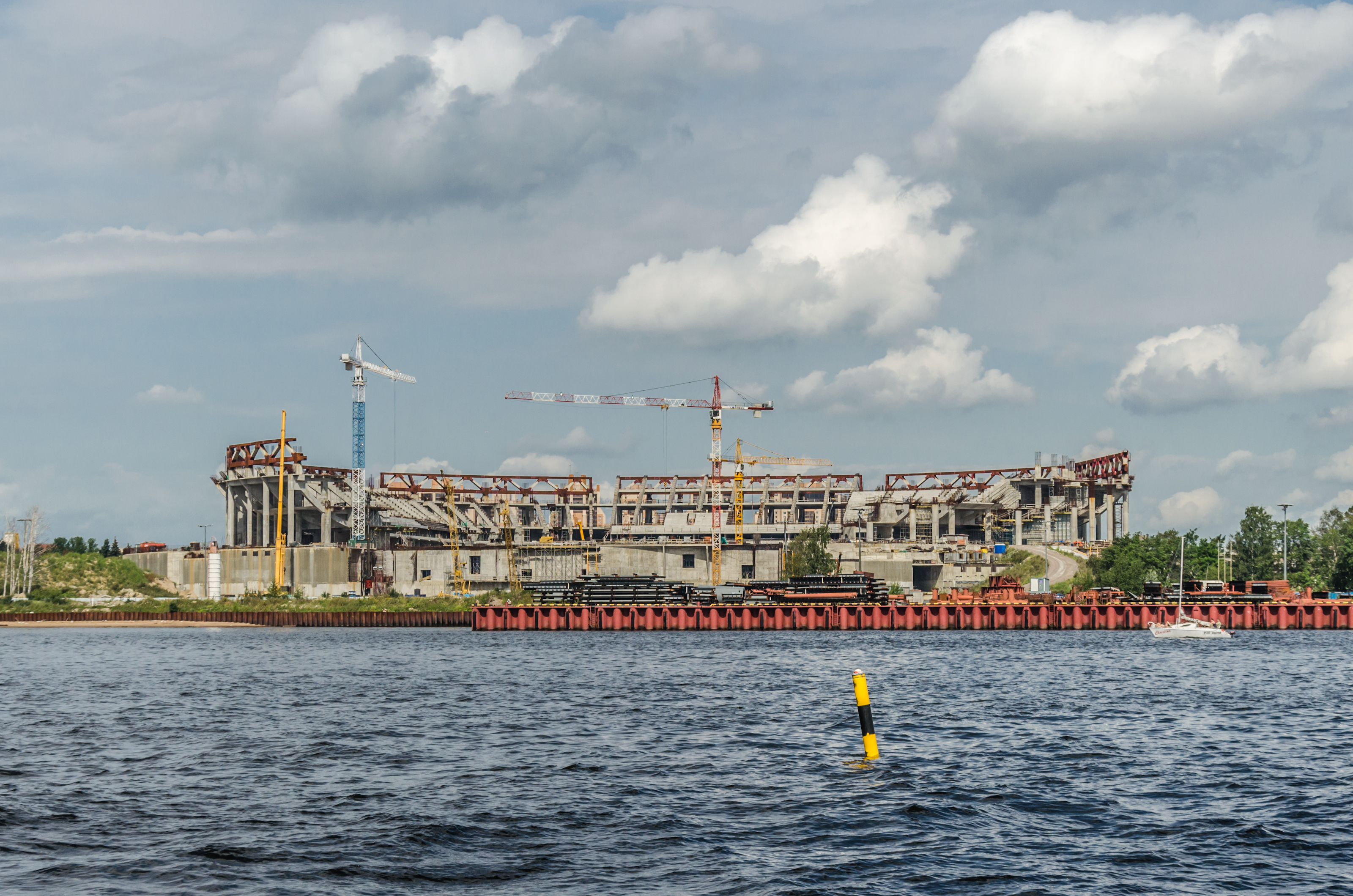
August 2012
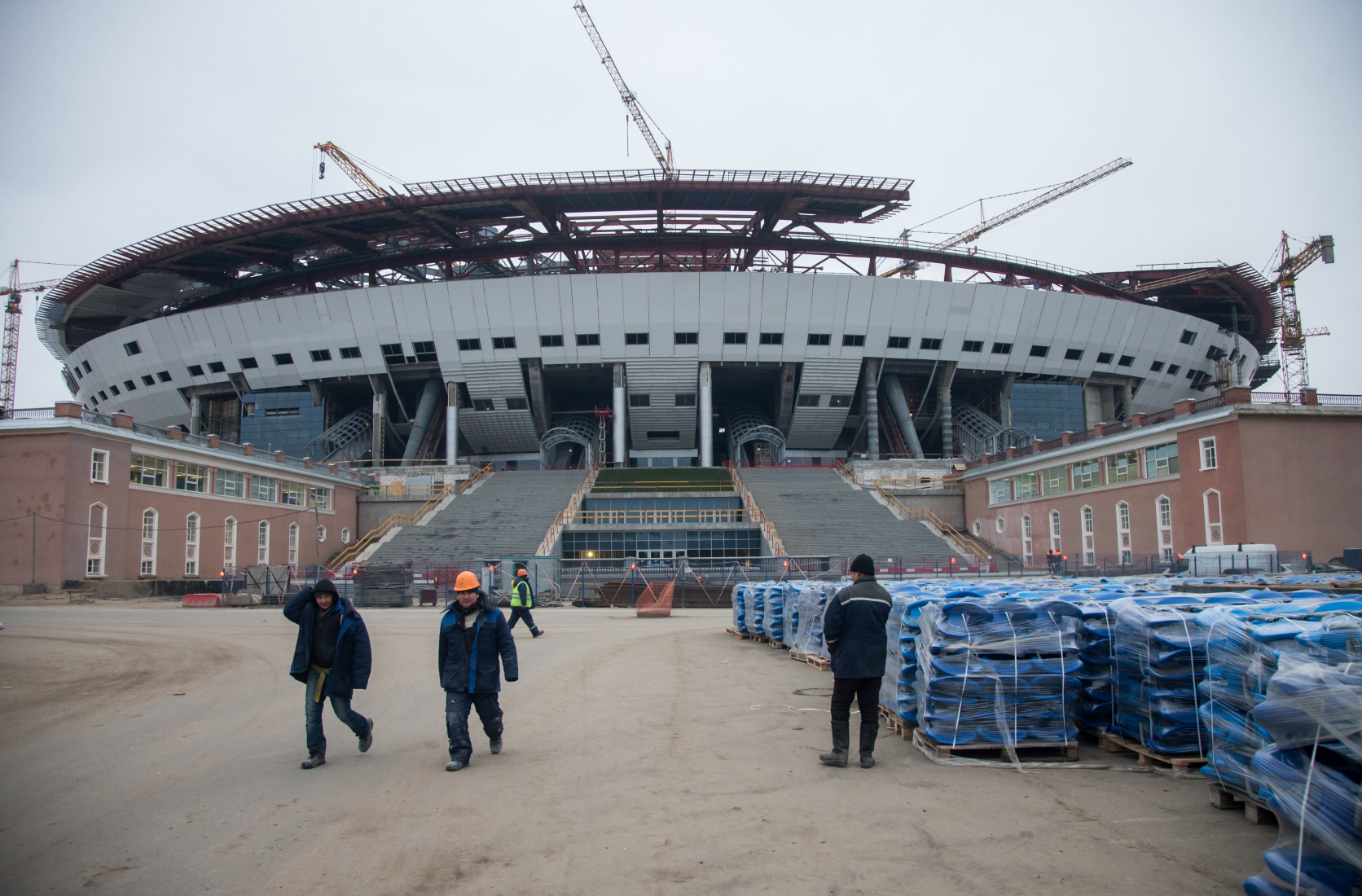
Dezember 2014
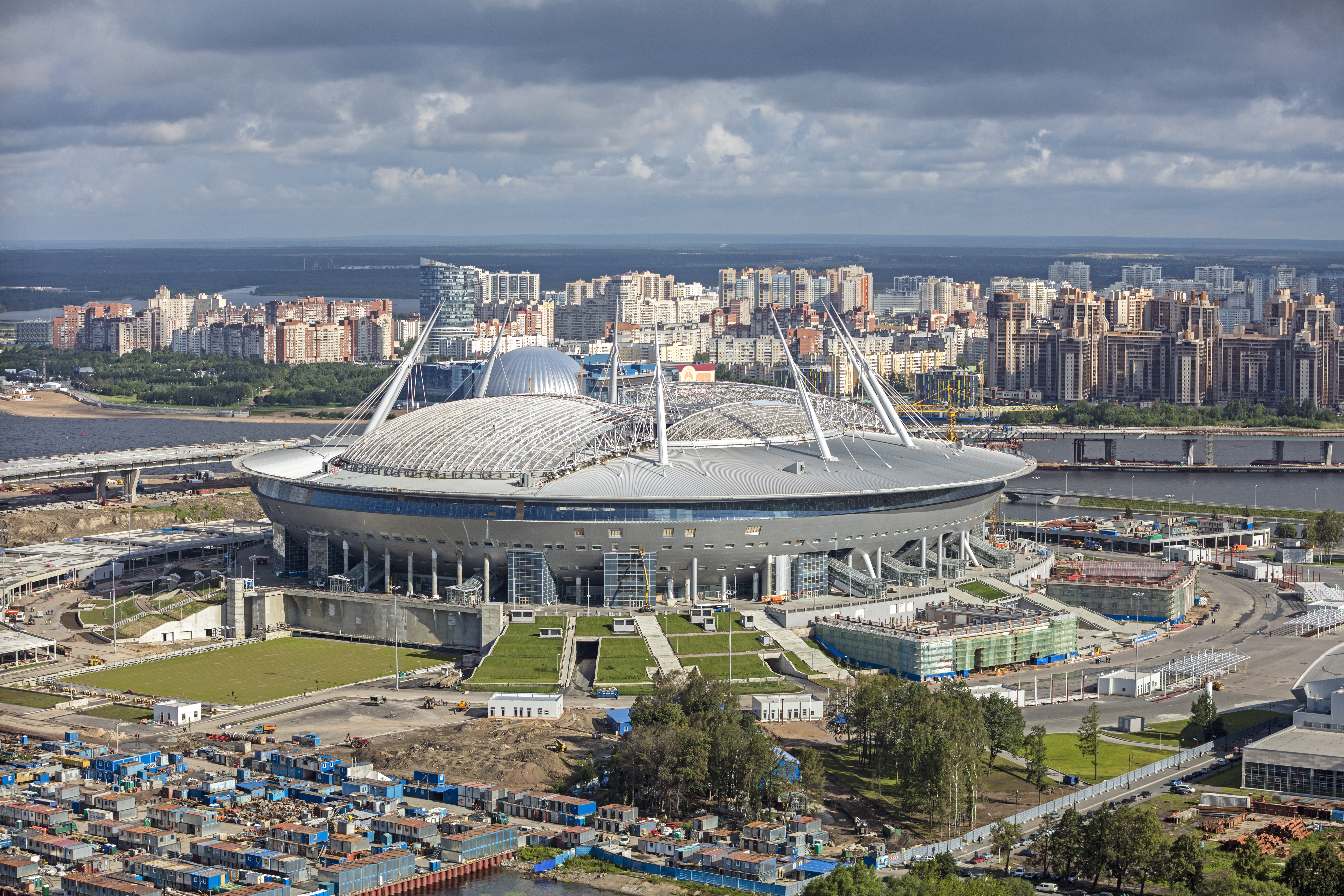
Juli 2016
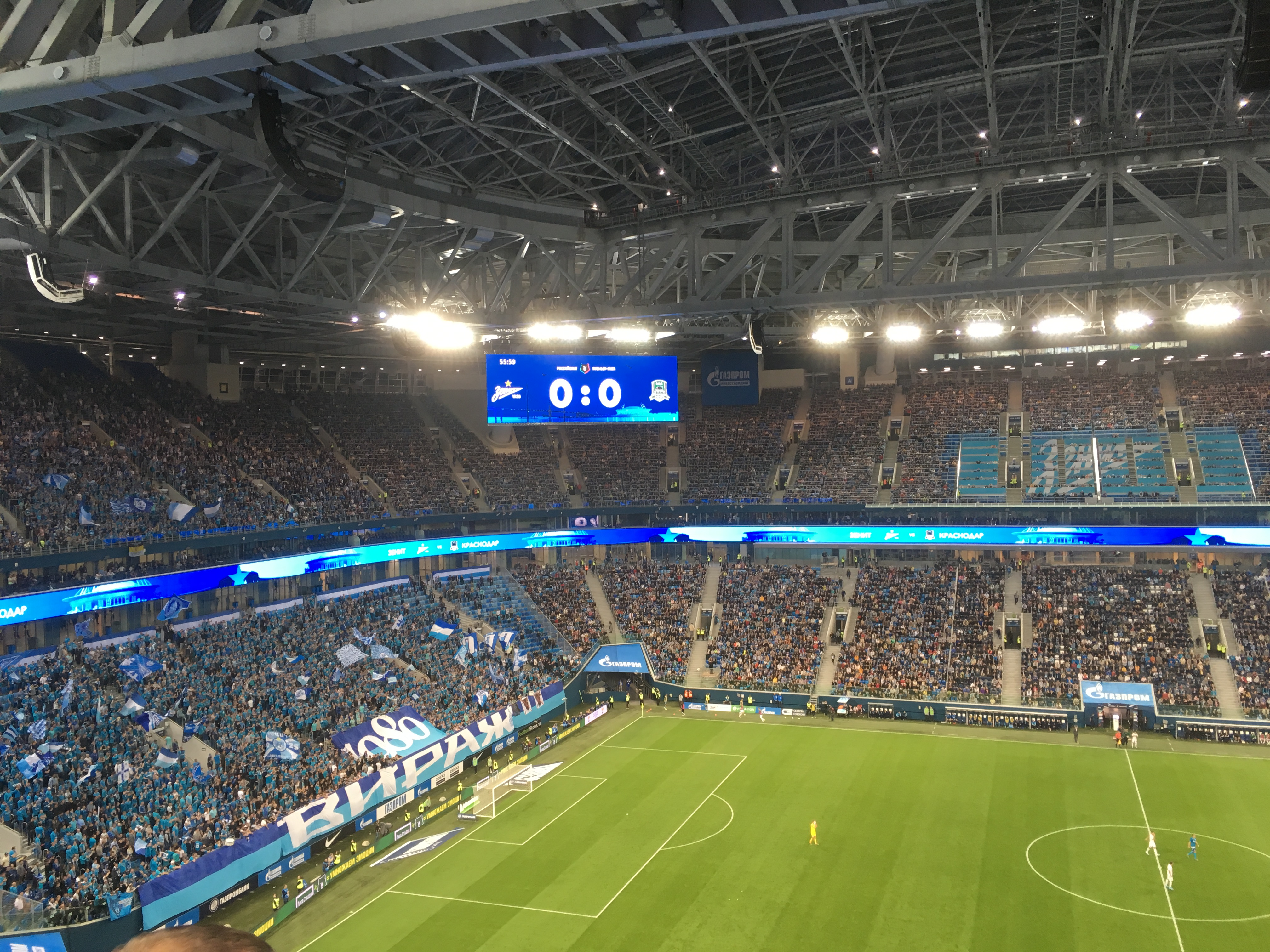
Innenraum der Gazprom Arena während eines Ligaspiels gegen Krasnodar im Jahr 2019